# Xiphocaris gomezi
Xiphocaris gomezi är en kräftdjursart som beskrevs av Varoma 1993. Xiphocaris gomezi ingår i släktet Xiphocaris och familjen Atyidae. Inga underarter finns listade i Catalogue of Life.